# 루스 렌델

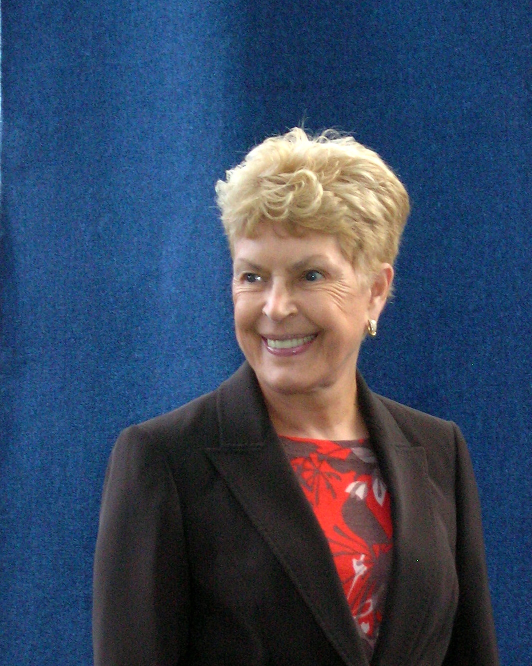
루스 렌델

루스 렌델(Ruth Rendell, 1930년 2월 17일 ~ 2015년 5월 2일)은 잉글랜드의 작가이다.